# اخلاقیات سکولار
اخلاق سکولار یا اخلاقیات بدون دین، جنبه‌ای از فلسفه است که به اخلاقیات خارج از سنت‌های مذهبی می‌پردازد. نمونه‌های مدرن آن، انسان‌گرایی، آزاداندیشی و انواع مختلف پیامدگرایی است. فلسفه‌های بیشتر با ریشه‌های باستانی شامل شک‌گرایی و اخلاق فضیلت‌گرا است. به باور گرگ اپستاین؛ «بسیاری از اندیشه‌های شرقی باستان درباره خوبی انسان بدون تکیه بر اهمیت خدایان یا ارواح است.»: 45  فیلسوفان دیگر، ایده‌های مختلفی برای چگونگی تعیین اعمال درست و نادرست عنوان کرده‌اند. برای نمونه در امر مطلق ایمانوئل کانت؛ «این ایده که اعمال فقط می‌توانند اخلاقی در نظر گرفته شوند اگر بتوانند توسط هر کسی با نتایج خوب تکرار شوند.»: 112 
انواع مواضع در مورد رابطه بین دین و اخلاق قابل تصورند. برخی معتقدند دین به عنوان راهنمای زندگی اخلاقی ضروری است. این ایده برای بیش از ۲۰۰۰ سال مطرح بوده‌است.: 5  افکار مختلفی درباره چگونگی برخاستن این ایده وجود دارند. برای مثال به نظر اپستاین، این ایده یک تلاش هماهنگ خداباوران برای زیر سؤال بردن ایده‌های غیردینی بوده‌است: «مقامات محافظه‌کار از دوران کهن، استراتژی مقابله هوشمندی دربرابر شک‌گرایی مذهبی داشته‌اند - معتقد کردن عوام که بی‌خدایی غیراخلاقی است و متهم کردن دشمنان خود به بی‌خدا بودن.: 7 
دیگران مخالف این ایده هستند که دین برای ارائه یک راهنمای رفتار درست و نادرست لازم است، از جمله فرهنگ لغت مسیحی وستمینستر که درباره دین و اخلاق عنوان می‌کند: «باید از هم جدا تعریف شوند و هیچ ارتباط معنایی با هم ندارند». برخی افراد چون ریچارد داوکینز و کریستوفر هیچنز معتقدند که دین در واقع راهنمای ضعیفی برای اعمال اخلاقی بوده‌است.